# Paul Alfred Rubens
Paul Alfred Rubens (Kensington (Londen), 29 april 1875 – Falmouth (Cornwall), 25 februari 1917) was een Brits componist en librettist of beter een schrijver van liederen. Hij was de oudste zoon vanuit een uit Duitsland afkomstig Joods echtpaar Victor Rubens en Jenny Rubens-Wallach. 

## Levensloop
Rubens werd opgeleid aan het Winchester College en studeerde van 1895 tot 1897 rechten aan het University College, te Oxford. Al op 10-jarige leeftijd was hij ermee begonnen kleine stukken te componeren en dat bleef ook zo tijdens zijn verblijf op school. Nadat hij afgestudeerd was ging hij verder in zijn baan als advocaat, maar al spoedig focusseerde hij zich op het schrijven van liederen voor het toneel inclusief het stuk "Nigel Playfair" voor de productie van Alice in Wonderland in Oxford, samen met Lewis Carroll. Hij ging verder met het schrijven van liederen en in 1894 ging zijn "The Little Chinchilla" in het musical The Shop Girl in het Gaiety Theatre in Londen van start. 
Hij was een zeer getalenteerd lied schrijver, maar omdat hij geen serieuze muzikale opleiding genoten had, moesten andere componisten hem de muzikale begeleiding van zijn liedjes schrijven. In de jaren die volgden schreef hij liederen voor Arthur Roberts en zijn "Dandy Dan the Lifeguardsman" (1898) "There's Just a Something Missing" en voor Milord Sir Smith en zijn "Little Miss Nobody" het "Trixie of Upper Tooting", "A Wee Little Bit of a Thing Like That", "We'll Just Sit Out" en "The People All Come to See Us". Het volgden een groot aantal liederen voor verschillende musicals, onder andere ook musicals, die aan de Broadway in New York uitgevoerd werden.  
Later werd Rubens van Frank Curzon geëngageerd, om liederen voor musicals te schrijven in die zijn echtgenote Isabel Jay acteerde en zong. Een van de grootste successen is ongetwijfeld Miss Hook of Holland in 1907. Vanaf 1908 werkte Rubens met de librettist en directeur Austen Hurgon samen, omdat hij zelf de libretti vanwege zijn ziekte niet meer kon afsluiten. 
Tijdens de Eerste Wereldoorlog schreef hij een lied, dat tevens als hit aangezien werd, "Your King and Country Need You". Later had hij een relatie met de actrice Phyllis Dare, maar omtrent de progressief voortdurende ziekte van Rubens kwam het niet tot een huwelijk. In zijn laatste levensjaren ging hij weer terug naar Cornwall en overleed aan uitputting op 41-jarige leeftijd.